# Liste von Erhebungen in Gambia

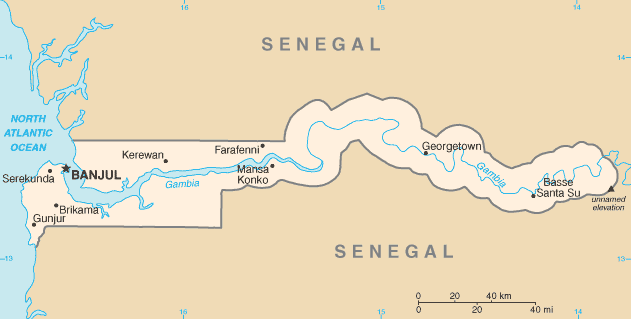
Karte aus dem CIA World Factbook

Dies ist eine Liste von Erhebungen in Gambia.
Die Gestalt Gambias wird vom Gambia-Fluss bestimmt, der von Osten nach Westen fließt. Die Flusslandschaft wird dabei an beiden Ufern von niedrigen Hügeln aus Laterit umgeben. Gambia liegt zu 78 Prozent zwischen Meereshöhe und 20 m über dem Meeresspiegel. Rund 400 von 11.420 Quadratkilometer Fläche liegen oberhalb von 50 m über dem Meeresspiegel und bilden eine Sandsteinebene mit felsigen, unbewachsenen Hügeln.
Der höchste Punkt liegt mindestens 53 m über dem Meeresspiegel. Eine auf Informationen von 1966 basierende Karte der U.S. National Imagery and Mapping Agency verzeichnet bei Jah Kunda an der nördlichen Grenze (13° 31′ N, 14° 11′ W) sowie bei Nyamanari ganz im Südosten (13° 21′ N, 13° 50′ W), jeweils direkt an der Grenze zum Senegal, zwei Punkte mit einer Höhenangabe von 174 Fuß, also 53 m Höhe. Jene bei Nyamanari ist auch in The World Factbook als höchster Punkt des Landes markiert. Beide befinden sich innerhalb von Ebenen, die für mehrere Quadratkilometer über 50 Meter liegen. Auf der Basis von SRTM-Daten berechnete die Seite peakbagger.com im Jahr 2019 einen höchsten Punkt von 64 m zwischen Sabi und dem senegalesischen Vélingara (13° 13′ N, 14° 10′ W) am Rand des Vélingara-Kraters. Die von USGS und USAID, der Seite peakbagger.com sowie Reiseberichten auf Basis von falschen Wikipedia-Informationen als 53 m hoher Red Rock bezeichnete höchste Erhebung innerhalb einer rötlichen Sandsteinebene existiert laut Nachforschungen in der Wikipedia-Community nicht.
Gambia ist damit das Land in Afrika, dessen höchster Punkt am niedrigsten liegt. Weltweit liegen nur einige Inselstaaten noch tiefer, siehe Liste der höchsten Punkte nach Land.

## Liste
| Höhe       | Name                               | Koordinate           | Bemerkung |
| ---------- | ---------------------------------- | -------------------- | --- |
| mind. 53 m | höchster Punkt                     |                      | Gambia erreicht seine größte Höhe an der Grenze zum Senegal, ohne dass sich dort ein definierter Hügel aus der Sandsteinebene erhebt                                                                                  |
| 49 m       | Kassang Hill                       | 13° 44′ N, 14° 55′ W | In der Nähe des Gassang Forest Park. |
| 47 m       | Balangar Hill                      | 13° 41′ N, 15° 22′ W | In der Nähe des Belel Forest Park. |
| 47 m       | namenlos                           | 13° 18′ N, 14° 14′ W | Der Name des Ortes Basse Santa Su bedeutet in der Mandinka-Sprache so viel wie „Compound oben, auf dem Hügel“ (santo „[sic]“ = oben, su = compound)                                                                   |
| 38 m       | Hügel bei Mansa Konko              | 13° 28′ N, 15° 32′ W | Am Fuße eines Hügels liegt der Hauptort der Lower River Region, dessen Name „Königshügel“ bedeutet. |
| 37 m       | Konkoba Hill                       | 13° 26′ N, 15° 49′ W | Ein flacher, weitläufiger Hügel in der Lower River Region bei Tendaba. |
| 33 m       | Kliff bei Cape St. Mary            | 13° 29′ N, 16° 42′ W | An der Küste von Bakau bis Fajara ragt das Kliff mehr als 20 Meter über den Meeresspiegel. |
| 29 m       | Mamayungebi Hill                   | 13° 31′ N, 14° 35′ W | Auf Karten ist nur ein alleinstehender Hügel mit Namen eingetragen. Um diesen Hügel in der Central River Region, den ungefähr 29 m hohe Mamayungebi Hill oder Mamayungehi Hill, zieht der Fluss Gambia eine Schleife. |
| 28 m       | Bansang Hill (oder: „Gamtel Hill“) | 13° 26′ N, 14° 39′ W | Hügel bei Bansang. Der Name „Gamtel Hill“ kommt wahrscheinlich von einem Mobilfunksender der Gambia Telecommunications Company (Gamtel).                                                                              |

Die freie Datenbank für geographische Objekte, GeoNames, nennt noch den Alligator Rock. Die Datenbank nimmt Bezug auf einen rund 11 m über dem Meeresspiegel liegenden Punkt am Ufer des Gambia-Flusses (13° 22′ N, 14° 23′ W). Es ist nicht geklärt, welche Art von Objekt dieser Datenbankeintrag (vom Typ „hill“) beschreibt, ein Bericht über eine britische geologische Vermessung von 1927 bezeichnet mit „Alligator Rock“ eine Schotterbank im Fluss.